# XML Forms Architecture
XFA (acronyme de XML Forms Architecture) est une famille de spécifications XML propriétaires développée par JetForm pour améliorer le traitement des formulaires web. Il peut également être intégré dans des fichiers PDF depuis la version 1.5. La spécification XFA est référencée comme une spécification externe nécessaire à l'application complète de la norme ISO-32000-1 (PDF 1.7). Cependant, elle n’a pas été reconnue comme une norme ISO et a été déclarée obsolète dans PDF 2.0.

## Vue d’ensemble
XFA étend les fonctionnalités de XML avec des balises informatiques avancées. De plus, toutes les instances créées à partir d'un modèle de formulaire XFA conservent les spécifications originales pour la collecte, l'affichage et la manipulation des données. L’un des principaux avantages de XFA est sa compatibilité avec d'autres systèmes et normes technologiques.
Selon la soumission de JetForm auprès du World Wide Web Consortium (W3C), XFA permet aux organisations de « capturer, afficher, transmettre, traiter, restituer et imprimer des informations issues de formulaires électroniques de manière sécurisée ».  Cette proposition a été présentée au W3C en mai 1999.
En 2002, JetForm a été racheté par Adobe Systems, qui a introduit les formulaires XFA avec PDF 1.5 et les versions suivantes d’Acrobat (6 et 7) en 2003.
Les formulaires XFA peuvent être stockés soit dans un fichier PDF, soit sous forme de fichier XDP (XML Data Package), qui peut être ouvert avec Adobe LiveCycle Designer. Un fichier XDP peut contenir un fichier PDF ainsi que des données de formulaire et des modèles XML.

### Types de formulaires XFA
XFA distingue deux types de formulaires : statiques (introduits avec XFA 2.0) et dynamiques (depuis XFA 2.1 ou 2.2).
- Les formulaires statiques conservent leur mise en page, quel que soit le contenu des champs.
- Les formulaires dynamiques s’adaptent au contenu en agrandissant les champs ou en masquant certaines sections.

## Utilisation avec le PDF
PDF 1.7 prend en charge deux méthodes d'intégration des données de formulaire ,:
- AcroForms – introduit avec la spécification PDF 1.2.
- Adobe XML Forms Architecture (XFA) – introduit avec la spécification PDF 1.5.

Les formulaires XFA et AcroForms ne sont pas compatibles et ne peuvent pas coexister dans un même document. La création de formulaires XFA pour Adobe Reader nécessite l’utilisation d’Adobe LiveCycle Designer.

### Profils XFA
Depuis XFA 2.5, les formulaires peuvent utiliser un sous-ensemble des fonctionnalités XFA complètes. Le seul profil défini à ce jour est le XFAF.
XFA peut être utilisé selon les méthodes suivantes :
- XFA complet – format où l’ensemble du formulaire (y compris les éléments statiques) est défini en XFA, avec ou sans arrière-plan PDF minimal. Utilisé pour les formulaires XFA dynamiques (depuis XFA 2.1) ainsi que pour les formulaires XFA statiques dits « traditionnels ».
- XFAF (XFA Foreground) – introduit avec XFA 2.5 – une architecture où chaque page du formulaire XFA est superposée à un arrière-plan PDF. Ce profil est uniquement utilisé pour les formulaires XFA statiques[10].

## Structure et stockage
Les formulaires XFA peuvent être stockés sous forme de fichiers PDF (versions 1.5 à 1.7) ou sous forme de XDP (XML Data Package). Le format des ressources XFA dans un PDF est défini par la spécification XML Data Package.

### Variantes de structure des formulaires XFA
Les formulaires XFA peuvent être intégrés selon différentes méthodes :
- Fichier XML Data Package autonome (XDP) – peut contenir un formulaire XFA et, éventuellement, un fichier PDF.
- Intégration dans un document PDF standard – utilisé pour les formulaires XFA statiques en mode XFAF.
- Incorporation dans un « Shell-PDF » – utilisé pour les formulaires XFA complets (dynamiques ou statiques traditionnels).

L'intégration d'un XDP dans un PDF permet de réduire la taille du fichier grâce à la compression. De plus, un XDP intégré dans un PDF peut être signé numériquement, ce qui n'est pas possible avec un fichier XDP autonome.

### Compatibilité avec les visionneuses PDF
La plupart des lecteurs PDF ne prennent pas en charge XFA. Lors de la génération d’un PDF de type « Shell-PDF », il est recommandé d’afficher un avertissement simple sur une page (par exemple : « Pour afficher l’intégralité du contenu de ce document, vous avez besoin d’une version plus récente du lecteur PDF. »).
En 2013, Adobe a développé une solution pour les plateformes ne prenant pas en charge XFA : un logiciel permettant de convertir les formulaires XFA en formulaires HTML5, nommé « Adobe Mobile Forms »,.

### Rich Text
Le texte enrichi (Rich Text) peut être utilisé dans les formulaires XFA comme valeur par défaut, étiquette de champ ou contenu.
Depuis PDF 1.5 (XFA 2.02), les champs de formulaire peuvent contenir des informations de mise en forme permettant d’afficher différents styles. Ces chaînes de texte enrichi sont des documents XML conformes aux conventions de la XML Forms Architecture (XFA). XFA repose sur un sous-ensemble de XHTML 1.0 avec des attributs CSS2 limités.
Avec PDF 1.6, les éléments de texte enrichi ont été intégrés à la spécification XFA 2.2. En PDF 1.7, des attributs supplémentaires de texte enrichi ont été ajoutés avec la spécification XFA 2.4. Initialement, PDF 2.0 (ISO 32000 Part 2) devait référencer XFA 3.1, mais XFA a finalement été déclaré obsolète dans la version finale de PDF 2.0.

### PDF/A
Lors de la conversion d’un formulaire XFA en PDF/A, la mise en page statique ainsi que les contenus des champs de formulaire sont enregistrés dans un flux d’affichage PDF. PDF/A interdit les contenus interactifs et n’autorise que le stockage des données de formulaire sous forme de fichier XML, ce qui signifie que seules les données saisies par l’utilisateur sont conservées.

## Standardisation
La spécification XFA n’a pas été reconnue comme un standard par l’ISO. Bien qu’elle soit mentionnée dans la spécification ISO 32000-1, elle ne fait pas officiellement partie du standard PDF. En 2017, XFA a été déclaré obsolète avec l’introduction de PDF 2.0,.